# Horsez 2: Vzhůru do sedel
Horsez 2: Vzhůru do sedel (ve francouzštině: Alexandra Ledermann 6 : L'École des champions) je francouzská videohra od studia Lexis Numérique a vydavatele Ubisoft. Jedná se o šestou hru z původní francouzské série her pojmenovaných po jezdkyni Alexandře Ledermannové. Pro český trh byla série vydávána pod názvem Horsez, Vzhůru do sedel, je druhou z celkem pěti her vydaných pod tímto názvem. 